# 천안상업고등학교
천안상업고등학교(天安商業高等學校)는 대한민국 충청남도 천안시 서북구 신당동에 있는 사립 고등학교이다.

## 학교 연혁
- 1954년 4월 1일 : 성실고등공민, 성경고등학교 개교(천안제일감리교회)
- 1956년 5월 1일 : 천안시 두정동 교사로 이전
- 1966년 4월 1일 : 학교법인 천일학원 설립인가
- 1972년 12월 26일 : 천안상업고등학교 6학급 설립인가
- 1973년 3월 5일 : 천안상업고등학교 개교, 초대 박준구 교장 취임
- 1996년 10월 2일 : 천안시 신당동 교사로 신축이전(부지 42,124m2, 연건평 10,948m2)
- 2002년 9월 2일 : 교명변경 천안정보고등학교
- 2013년 3월 1일 : 교명변경 천안상업고등학교
- 2018년 3월 1일 : 학과개편 사무회계과 5학급, 물류유통과 3학급, 디자인콘텐츠과 4학급
- 2023년 2월 7일 : 제48회 졸업식 남 194명, 여 97명, 총 졸업인원 22,784명 (남 16,195명, 여 6,589명)
- 2024년 2월 6일 : 제49회 졸업식(남 152명, 여 74명)
- 2024년 9월 1일 : 제5대 박광래 교장 취임

## 설치 학과
- 공통과정(전문계)
- 소프트웨어개발과
- 물류유통과
- 사무회계과
- 광고미디어디자인과

## 참고 자료
- 천안상업고등학교 - 한국교육학술정보원 학교알리미